# Hongkong na Letních olympijských hrách 2004
Hongkong se účastnil Letní olympiády 2004 v 10 sportech. Zastupovalo ho 32 (14 mužů a 18 žen).

## Medailisté
| Medaile | Jméno                | Sport        | Disciplína     |
| ------- | -------------------- | ------------ | -------------- |
| Stříbro | Li Ching Ko Lai Chak | Stolní tenis | Mužská čtyřhra |